# Glinsko
Glinsko este o localitate din comuna Celje, Slovenia, cu o populație de 39 de locuitori.